# Ляжгинский водопад
Ля́жгинский водопад (ингуш. Ля́жгера хурхал) — водопад в России. Высота водопада составляет почти 20 метров, ширина — 5 метров. Высота над уровнем моря — 1310 м.
Находится в Джейрахском ущелье (Джейрахский район) почти в 2 км к юго-востоку от курорта Армхи и к юго-западу от поселения Ляжги. Водопад образуется левым притоком реки Армхи — рекой Ляжги (Лош-хи), протекающим в Ляжгинском ущелье.